# Друга промислова революція

Чотиритактний цикл (Або цикл Отто)
1. Вприскування
2. Стискання
3. Горіння і розширення
4. Випуск

Дру́га промисло́ва револю́ція — фаза промислової революції, відома також, як Технологі́чна револю́ція. У ході другої промислової революції відбувся перехід від вугілля як головного енергоносія до використання нафти, винахід електрики, електродвигуна, телефона, поширення нових форм виробництва: конвеєр, розвиток хімічної промисловості, металургії.
Суттєві нововведення були впроваджені також в сталеливарній промисловості.
Друга промислова революція кінця XIX початок XX ст. підготовлена сторічним розвитком виробничих сил на машинній основі, розвитком науки на базі техніки.

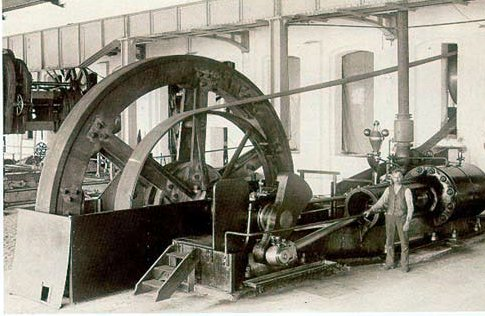
металургійний комбінат у Діллінген, Німеччина

Конкретні досягнення охоплювали введення парової турбіни і двигунів внутрішнього згоряння. Як наслідок зазначених винаходів, В ході другої промислової революції було створено літак, запущено масове комерційне виробництво автомобілів та інших споживчих товарів.

## Історія
Друга промислова революція почалася в середині дев'ятнадцятого століття із розвитком залізниць і пароплавів. Поштовхом для другої промислової революції стали важливі винаходи таких видатних винахідників, як Бессемер, Сіменс, основним з яких є винахід мартенівської печі, збудованої французьким інженером та металургом П'єром Мартеном у 1864 році. Більшість винаходів відбулися в десятилітті, що передувало 1871.

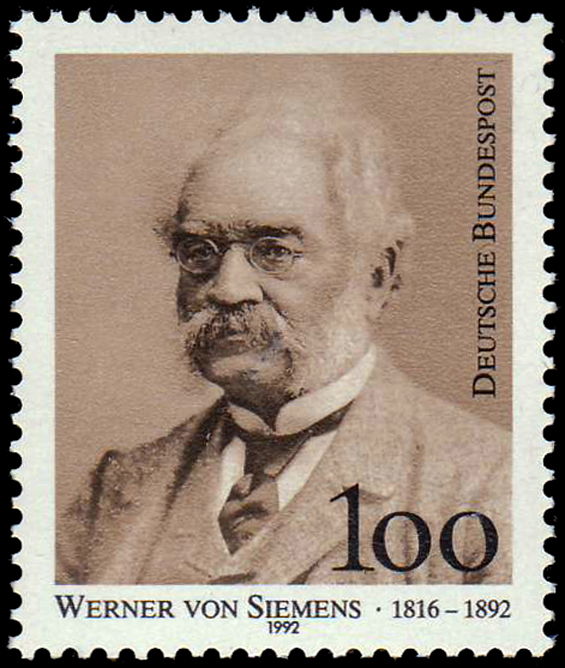
Поштова марка Німеччини, присвячена Вернеру фон Сіменсу, 1992, 100 пфенінгів 1768

Бессемер працював з проблеми виробництва дешевої сталі для цілей виробництва від 1850 до 1855, коли він запатентував свій відомий метод Бессемерівський процес для виробництва сталі.

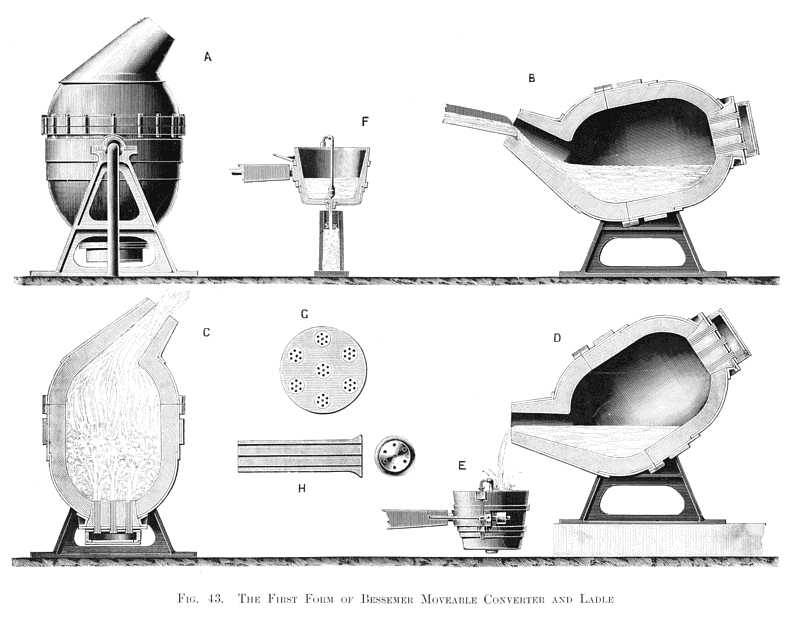
Bessemer converter

Наслідком винаходів стало виробництво дешевої сталі, яка суттєво здешевила та покращила швидкісні властивості парового транспорту. Як і перша промислова революція, друга сприяє швидкому зростанню чисельності міського населення. Але, в той час, як перша була зосереджена на поліпшенні використання вугілля, заліза і технологій пов'язаних з парою, друга обертається навколо сталі, електроенергії та хімічних речовин.

## США
В Сполучених Штатах Америки друга промислова революція зазвичай асоціюється з електрифікацією, а насамперед з такими світилами наукової думки, як Нікола Тесла, Томас Алва Едісон та Джордж Вестінгауз та видатним американським інженером, засновником наукової організації праці та менеджменту Фредеріком Уінслоу Тейлором.

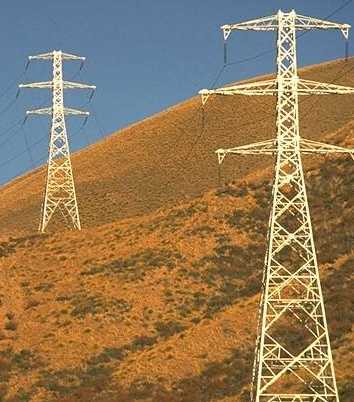
Мережа електропостачання